# Sint-Andreaskerk (Leverkusen)
De Sint-Andreaskerk (Duits: Kirche St. Andreas) is de katholieke parochiekerk van Schlebusch, een stadsdeel in Leverkusen. De kerk werd naar het voorbeeld van de Stefanuskerk in Hitdorf gebouwd en in de kerk bevinden zich de relieken van de zalige Gezelinus, een Cisterciënzer lekenbroeder die in de 12e eeuw in Schlebusch als schaapsherder werkte en bij de bevolking populair werd vanwege zijn ruimhartige hulpvaardigheid.   

## Geschiedenis
De parochiekerk van Schlebusch bevond zich tot 1810 in Slebuschrath, een middeleeuws kerkdorp dat na het verplaatsen van de parochiekerk naar Schlebusch in de 19e eeuw grotendeels werd verlaten. Deze kerk werd voor het eerst in 1135 beschreven. Nadat het zwaartepunt van de parochie in Schlebusch kwam te liggen, werden de kerk van Slebuschrath afgebroken en de kapel van Schlebusch tot parochiekerk verheven. De kapel van Schlebusch werd echter al snel te klein, zodat men er tegen het einde van de 19e eeuw toe overging om op dezelfde plaats een nieuwe kerk te bouwen: de huidige Andreaskerk. De kerk betreft een neoromaanse, drieschepige kerk met twee torens. 
De kerk werd  op 23 september 1891 door de wijbisschop Anton Fischer geconsacreerd. Als eerste patroonheilige geldt de apostel Andreas, de tweede patroonheilige is de apostel Johannes.
Door een explosie in een springstoffabriek op 17 september 1915 raakten de gewelven en muren van de kerk zwaar beschadigd. In de Tweede Wereldoorlog werd kerk nauwelijks beschadigd. Desondanks volgde er een ingrijpende renovatie in de vroege jaren 1950. In de volgende restauratie van de jaren 1970 werden een aantal ingrepen van de voorgaande renovatie ongedaan gemaakt en werd het gelui met twee nieuwe klokken uitgebreid.   Tot begin 2002 werd de kerk voor een bedrag van DM 3.500.000 gerenoveerd. Nog eens DM 720.000 werd geïnvesteerd voor de aanschaf van een nieuw orgel.  

## Inrichting
De oude beschildering werd door de explosie van 1915 grotendeels beschadigd. Ook ging een deel van het kerkmeubilair verloren, vernietigd werden o.a. de communiebank van zandsteen, de biechtstoelen en de oude kruisweg. 
Een volgende aanslag op het kerkinterieur betrof de renovatie uit de jaren 1950. Veel van het oorspronkelijke karakter van het kerkinterieur ging toen verloren. De beschadigde beschildering werd verwijderd en het hoofdaltaar met een aantal grote altaarbeelden troffen hetzelfde lot. De koorboog werd dichtgemetseld, daarnaast werden de triforia gesloten en ten behoeve van een grotere sacristie werd de linker zijapsis opgegeven, zodat tegenwoordig alleen op de rechterzijde nog een apsis is. Aan de inrichting voegde men een zwart-marmeren tafelaltaar met daarin de oude relieken toe en werden er nieuwe, ingekorte koorvensters aangebracht. Sommige voorwerpen kregen weer een plaats in de nieuwe inrichting, zoals het doopvont, het tabernakel en het ex voto, dat tegenwoordig onder de galerij staat.
De veranderingen aan de koorvensters, triforia en koorboog werden tijdens de restauratie in 1970-1976 weer ongedaan gemaakt.
In de Gezelinusschrijn, tegenwoordig in een kapel onder de noordelijke toren, worden de schedel en de beenderen van de zalige bewaard. Tijdens een droge periode zou de zalige Gezelinus tijdens een gebed een bron hebben doen ontspringen. Dopelingen worden met het water uit deze Gezelinusbron gedoopt. In de kerk bevinden zich nog laatmiddeleeuwse en barokke beelden uit de voorgangerkerken van Schlebusch en Schlebuschrath. 
Het gelui bestaat uit 7 klokken. De oudste klokken dateren uit 1490, 1491 en 1607. De overige vier klokken zijn van na de Tweede Wereldoorlog.

## Orgel
Het orgel werd in 2002 door de orgelbouwer Mönch uit Überlingen gebouwd. Het instrument heeft 24 klinkende registers verdeeld over twee manualen en pedaal. De speeltracturen zijn mechanisch, de registertracturen zijn elektrisch.